# Øje for øje (film)
 For alternative betydninger, se Øje for øje (flertydig). (Se også artikler, som begynder med Øje for øje)
Øje for øje (originaltitel The Outlaw Josey Wales) er en amerikansk Western i DeLuxe Color, som handler om tiden under og lige efter Den amerikanske borgerkrig. Den er instrueret af Clint Eastwood, som også spiller hovedrollen som den lovløse Josey Wales. I andre større roller ses Chief Dan George, Sondra Locke, Sam Bottoms og Geraldine Keams. Filmen handler om Josey Wales, en farmer fra Missouri, hvis familie er blevet myrdet af Nordstatssoldater (unionister) under borgerkrigen. Han er derfor ude efter hævn over sin afdøde hustru og søn.

I fortsættelsen The Return of Josey Wales fra 1986 blev Josey Wales spillet af Michael Parks.
Filmanmelderen Roger Ebert sammenlignede Eastwoods portrættering af Josey Wales med karakteren "Manden uden navn" fra Dollar-trilogien og roste atmosfæren i filmen. På hjemmesiden Rotten Tomatoes har den fået 90 % positiv bedømmelse baseret på 41 anmeldelser.

## Plot
Josey Wales (Clint Eastwood) er en landmand fra Missouri, som overværer, at nogle militante soldater fra unionshæren i den amerikanske borgerkrig dræber hans søn og hustru. Herefter afbrænder de hans hus og efterlader ham hårdt såret ved ruinerne. Morderne var en del af James H. Lanes Kansasbrigade, som blandt andre bestod af kaptajn Terrill (Bill McKinney).
Wales begraver ofrene for massakren og tilslutter sig en gruppe tilhængere af konføderationen. Da borgerkrigen er ved sin afslutning overtaler Kaptajn Fletcher (John Vernon) oprørerne til at overgive sig, fordi de er blevet lovet amnesti. Wales nægter at overgive sig, og ser i sin kikkert at kaptajn Terrill og hans Redlegs udøver en massakre på dem, der har overgivet sig, bortset fra Fletcher, som har forrådt sine kampfæller i tillid til, at de ville få amnesti. Wales angriber lejren og redder Jamie Sam Bottoms), som er hårdt såret.
Senator Lane (Frank Schofield) udsætter en dusør på 5.000 dollars til den, der fanger Wales, død eller levende. Under flugten fra sine fjender møder Wales en ældre Cherokee ved navn Lone Watie (Chief Dan George), en ung kvinde af Navajo-stammen (Geraldine Keams) samt en ældre kvinde (Paula Trueman) fra Kansas og hendes barnebarn Laura Lee (Sondra Locke), som Wales redder fra at blive voldtaget af Comancheroer. Wales og Laura Lee bliver tiltrukket af hinanden. Denne gruppe slutter sig sammen med det formål at undslippe til Mexico.
Laura Lees bedstemor ønsker imidlertid at bosætte sig i Texas, hvor Laura Lees afdøde far har efterladt hende en ranch. Wales gør derfor sammen med sine sammenbragte fæller ophold her. Ranchen bliver truet af Comancher, som Wales indgår en aftale med, således at de kan leve i fred. Imidlertid bliver Wales og hans nye venner angrebet af Redlegs, men de forsvarer sig tappert, dræber de fleste og jager resten på flugt. Wales, som i flashbacks har set Terrill stå bag drabet på sin familie, forfølger de flygtende og dræber Terrill med dennes eget sværd.
På en nærtliggende bar møder Wales, som er såret, Fletcher og to Texas Rangers. Da stamkunderne omtaler Wales som "Mr. Wilson" og fortæller de to Rangers, at Wales er blevet dræbt i en duel i Monterrey, Mexico, vælger Fletcher at foregive, at han ikke kender "Wilson" og tilføjer, at han vil lede efter Wales. Da officererne er redet bort siger Fletcher, at han vil give Wales det første træk, som han skylder ham. Wales svarer med at sige "We all died a little in the war" ("vi døde alle lidt under krigen"), hvorefter de skilles og Wales rider tilbage til sit nye hjem.

## Medvirkende
- Clint Eastwood som Josey Wales
- Chief Dan George som Lone Watie
- Sondra Locke som Laura Lee
- Bill McKinney som Terrill
- John Vernon som Fletcher
- Paula Trueman som Grandma Sarah
- Sam Bottoms som Jamie
- Charles Tyner som Zukie Limmer
- Geraldine Keams som Little Moonlight
- Woodrow Parfrey som Carpetbagger
- Joyce Jameson som Rose
- Sheb Wooley som Travis Cobb
- Royal Dano som Ten Spot
- Matt Clark som Kelly
- John Mitchum som Al
- Will Sampson som Ten Bears
- John Quade som Comanchero-leder
- Richard Farnsworth ukrediteret, som en Comanchero
- Kyle Eastwood ukrediteret, som Joseys søn
- Len Lesser som Abe
- Doug McGrath som Lige
- John Russell som "Bloody Bill" Anderson
- John Chandler som den første dusørjæger
- William O'Connell som Sim Carstairs